# Lot Lot
Lot Lot (ロットロット?, Rotto Rotto) è un videogioco rompicapo per arcade sviluppato e pubblicato dalla Irem nel 1985 solo in Giappone. Irem stessa lo converte per gli home computer NEC PC-8801 ed MSX, mentre la versione per Famicom è prodotta interamente da HAL Laboratory.
In esso viene controllata una freccia che sposta alcune palline (che assomigliano alle palline da pachinko) dalle celle superiori (con un ritardo di quattro secondi) a quelle inferiori senza dover affrontare un granchio malvagio.

## Modalità di gioco
I livelli in Lot Lot sono divisi in stanze 4x4, ognuna delle quali può contenere fino a quindici palline, e c'è un vassoio sotto ogni stanza. Il palco viene ripulito facendo cadere un gran numero di palline che appaiono dal livello superiore del palco nel vassoio e guadagnando un certo numero di punti.
Il giocatore controlla le palline usando due bastoncini a forma di freccia sullo schermo. Egli muove direttamente il bastoncino rosso e il bastoncino verde segue quello rosso con un ritardo. Premendo un pulsante si scambiano le palline nelle stanze indicate da entrambi i bastoncini. Buchi casuali appaiono o si chiudono nelle pareti del palco, consentendo alle palline di rotolare fuori. I punti guadagnati dai vassoi sono OUT, 0, 10 e 30 da sinistra e 50 per i vassoi che si estendono oltre il lato destro del palco. I vassoi diversi da OUT guadagnano un numero visualizzato di punti per ogni pallina normale lasciata cadere al loro interno.
Oltre alle palline normali, occasionalmente compaiono anche palline rosse. Le palline rosse possono passare attraverso i buchi nei muri a sinistra e in basso, ma non a destra, impedendo alle palline normali di rotolare fuori. Per loro natura, le palline non possono essere posizionate nel vassoio da 50 punti e possono essere posizionati 5000 punti indipendentemente dal tipo di vassoio.
Il pavimento della stanza direttamente sopra il vassoio OUT è fatto di spago e se c'è una pallina in questa stanza, appariranno gradualmente dei granchi dal basso. Più palline ci sono nella stanza, più velocemente salgono e se la spago viene tagliato da un granchio che è salito in cima, sarà un errore. Se non ci sono più palline nella stanza direttamente sopra, i granchi si ritireranno.
Quando si ottiene un certo numero di punti, la fase ordinaria viene ripulita e inizia la fase bonus, in cui tutte le palline tranne la pallina rossa diventano verde smeraldo. Per un certo periodo di tempo nella fase bonus, le palline possono cadere solo nell'area da 50 punti e si guadagnano 100 punti per ogni pallina che cade. Inoltre, se tutte le palline vengono eliminate, si può guadagnare un bonus di 10000 punti. Tuttavia, se ci sono palline rosse rimaste nella fase all'inizio della fase bonus, non possono essere eliminate perché non cadranno nell'area da 50 punti.